# コロンビアマンモス
コロンビアマンモス (Mammuthus columbi) は哺乳綱長鼻目ゾウ科マンモス属の一種である。長鼻目としては最大級であり、またマンモス属でも最後に出現した種でもあった。また、第四紀の大量絶滅で消え去った北米産のメガファウナでもステップバイソンやウマ科などを除けば最後まで生き残っていた部類でもあった。

## 分類

マンモス属とアジアゾウの遺伝上の関連性を示す系統樹。コロンビアマンモス、ケナガマンモス、トロゴンテリーゾウに類似したシベリア系の種類などが含まれており、コロンビアマンモスとケナガマンモスの間に遺伝子流動が発生していたことを示している。

後期鮮新世のユーラシア大陸に広く生息していたMammuthus rumanusの子孫として「南方マンモス」ことメリジオナリスゾウが誕生し、メリジオナリスゾウの更なる子孫としてトロゴンテリーゾウが誕生した。コロンビアマンモス約150万年前にユーラシア大陸からベーリング地峡を介して北米大陸に入ったトロゴンテリーゾウまたは近縁種から進化したと見られるが、直近の先祖は通称「クレストフカマンモス」と呼ばれる未解明の種類とケナガマンモスが約50万年前 - 40万年前前後にベーリング地峡上で交配した雑種であるとも考えられている。
。また、ケナガマンモスやサルデーニャマンモスなどもメリジオナリスゾウから連なるトロゴンテリーゾウの系譜である。
なお、カリフォルニア州のチャンネル諸島に生息していたドワーフゾウの一種であるピグミーマンモスは、コロンビアマンモスが同諸島に到達して以降に島嶼矮小化を経て誕生した小型種と考えられている。
1857年にジョージア州で最初の標本が発見され、ヒュー・ファルコナーによって記載された。当時はインドゾウに近縁だと考えられていたことからアジアゾウ属に分類され、学名も Elephas columbi であった。「コロンビア（columbi）」の語源はクリストファー・コロンブスであり、本種の命名に関する世間からの質問に対して、ファルコナーは「本種が発見されてきた地域に「コロンビア」を冠する場所が存在しないことは研究者も把握している」と返答しており、ファルコナーは地域に束縛されない抽象的な名前として「コロンビア」を選んだ可能性がある。
以前はインペリアルマンモス（Mammuthus imperator）という種も提唱されていたが、現在はコロンビアマンモスのシノニムないし俗称として扱われる。この呼称の由来は、威圧感のある見た目が「帝王マンモス」つまりマンモスの帝王（皇帝）と呼ぶにふさわしいほどだとされている。また、その他にも本種に纏わる多数のシノニムが存在するが、以前はコロンビアマンモス（およびインペリアルマンモス）のシノニムの一つとして考えられていたジェファーソンゾウ（M. jeffersoni）は近年ではケナガマンモスとの間に誕生した雑種だと考えられている。

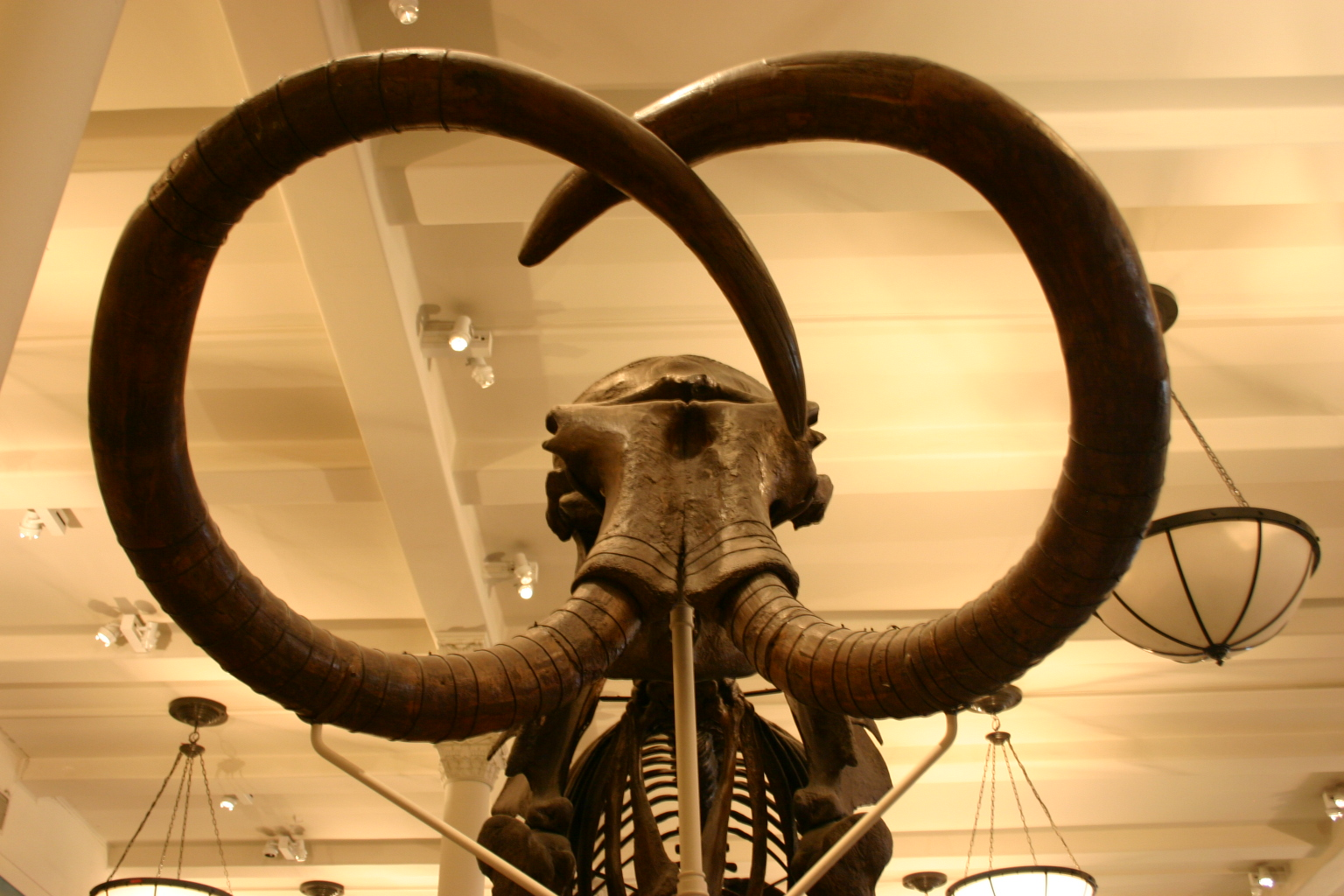
ケナガマンモスとの間に発生した雑種と思われる「ジェファーソンゾウ（M. jeffersoni）[11]」の標本。アメリカ自然史博物館の所蔵。
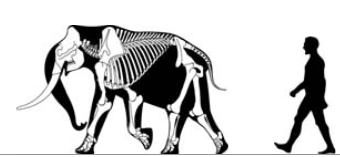
ピグミーマンモス（英語版）と人間の大きさの比較。他のドワーフゾウ（英語版）と近い大きさになっている。

## 分布

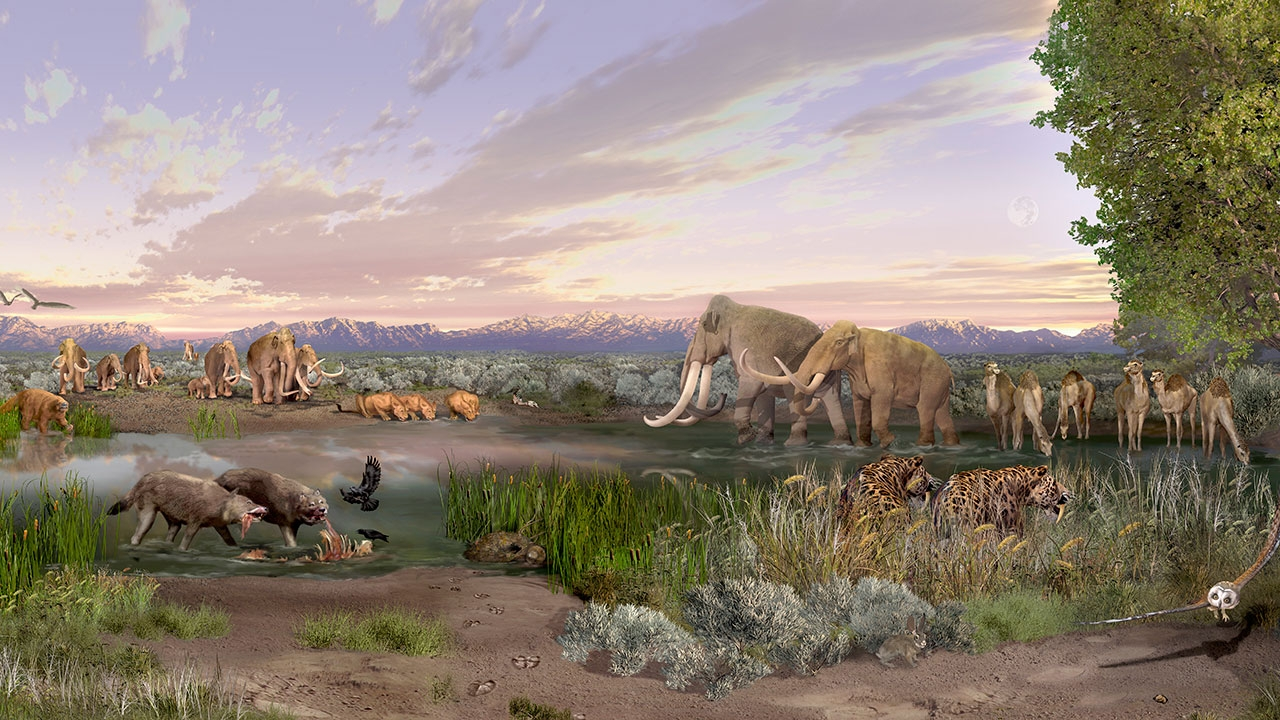
後期更新世のホワイトサンズ国定記念物（アメリカ合衆国ニューメキシコ州）に産するメガファウナの一例。

コロンビアマンモスは現在のアメリカ合衆国の南部からメキシコにかけて生息し、アメリカ合衆国の北部やカナダなどより北方の地域にはケナガマンモスが生息していた。両者の生息範囲は重複している可能性があり、遺伝的な証拠は異種間の交配が発生していたことを示唆している。北米大陸の固有種であるが、中米のコスタリカまで到達していたとされる場合もある。また、ユタ州では標高が2000メートルを超える高地からも良質な化石が発見されている。
後述の通り、マンモス属が北米大陸に到達して以降に、より古くから分布していたステゴマストドンやキュビエロニウス属などのゴンフォテリウム科といった化石長鼻目の複数の属が、マンモス属との競合または生息環境の変化によって北米で絶滅した後に南米大陸で生存していたが、マストドンのみは森林への適応を発揮したために以降も北米大陸で生存し続けた。
コロンビアマンモスが季節ごとにどのような渡りを行っていたのかは不明であるが、長期間に渡って一ヶ所に留まり続けることは餌となる植生の枯渇を引き起こして群れ全体の餓死に直結するために、餌や水場などを求めた短距離や長距離の移動を行っていた可能性は高い。同位体の解析（英語版）から、ニューメキシコ州にある本種の標本の発見地として知られるブラックウォーター・ドローと、約200キロメートル離れたロッキー山脈の間の移動を行っていたことが判明しており、象牙の年輪の解析によって更なる情報が得られる可能性があるとされる。

## 形態

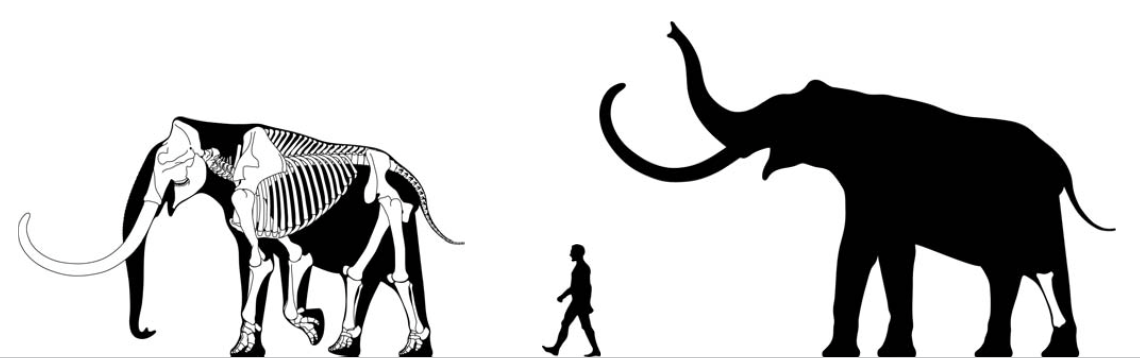
人間との大きさの比較。

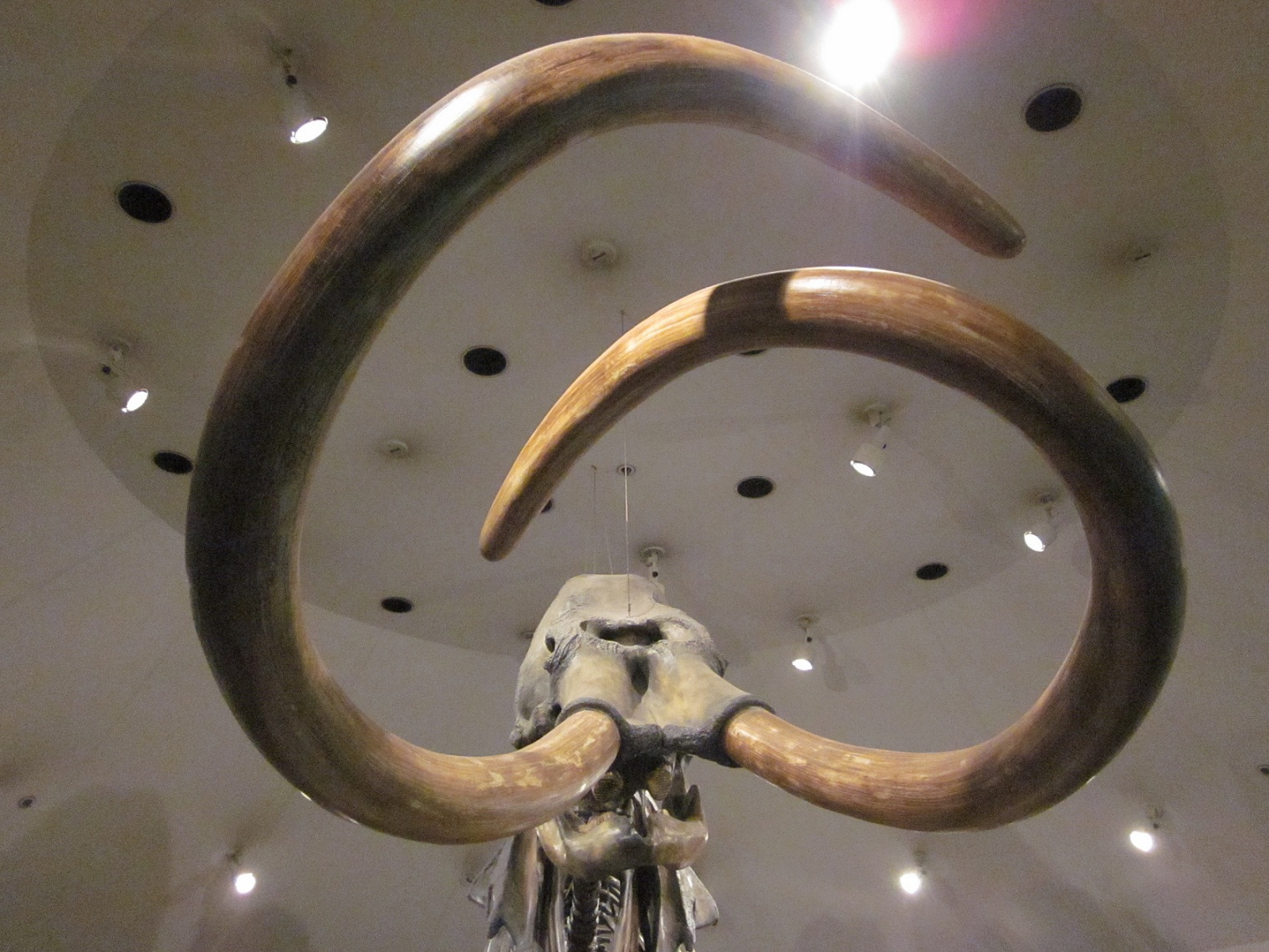
ラ・ブレア・タールピットで発掘された頭蓋骨と象牙。

ステップマンモス、ナルバダゾウ、メリジオナリスゾウ、レッキゾウ、アンティクースゾウ、パラケラテリウムなどと並び、陸生哺乳類および長鼻目として地球史上最大級の一角であった。現生の長鼻目および陸棲動物の最大種であるアフリカゾウよりも大型であり、最大級の個体では肩高が4.2メートル以上、体重は12.5トンにも達したとされている。後期更新世のアメリカ大陸には、近縁であるケナガマンモス、マストドン、ステゴマストドン、キュビエロニウス属などのゴンフォテリウム科といった化石長鼻目が生息していたが、コロンビアマンモスはこれらのいずれよりも大型であった。なお、マストドンと比較すると体高や牙の大きさなどでは上回っていたが、体重はマストドンよりは軽量であった可能性がある。また、頭部の体重比が大きく、全体重の約12 - 25%を占めていたとされる。
長大な牙（象牙）は著しく湾曲し、螺旋状に捻じれ、時に交差する場合もあった。牙の大きさもアフリカゾウを上回り、通常は長さ2 - 3.5メートル前後だが、時には4メートル以上にも達したと考えられており、テキサス州の中央部で発見された標本は長さ約5メートルと地球史上最大の象牙であった。これに対して、アフリカゾウでは規格外の記録でも牙の長さは約3.5メートルである。
本種も毛皮を有していたことは判明しているが、比較的に温暖な気候の地域に生息していたためにケナガマンモス程は体毛が濃くなく、粗く長い体毛が密集していたのは喉元や尻尾などに限定されていた。

## 生態
長大な象牙はスミロドンやホモテリウムやアメリカライオンのような外敵への威嚇用の道具や攻撃用の武器として、またはオス同士の闘争の道具や、採食の際に雪や土を払いのける役目があったなどと推測されている。また、分厚い皮膚もスミロドンなどの外敵に対する防御手段として機能していた可能性が高い。
非常に巨大な牙の成長には大量の栄養とくにカルシウムを必要としていたと思われる。マンモス・ステップなどの氷河期のマンモス動物群の生息環境は一般的に乾燥しており、水分の蒸発が活発であったことが植生が土壌のカルシウムを摂取しやすい条件が整っており、本種やジャイアントバイソンやギガンテウスオオツノジカなどの牙や角が発達した一因であったと思われる。
上記の通り、ケナガマンモスと分布が重複していた地域が存在していた可能性が示唆されており、遺伝的な証拠は両種の間に交配と雑種の誕生が発生していたことを示唆している。
寒冷な地域に生息していたケナガマンモスとは異り、比較的に温暖な気候を好んでいたコロンビアマンモスにおいては氷漬けになったミイラなどは発見されていない。ラ・ブレア・タールピットなど天然の落とし穴から多数の化石が発掘されているが、こちらでも体毛こそ発見されているが他の軟体部の標本は知られていない。
約1万6000年 - 1万3500年前に該当する枯草が凝縮されたボール状のフンの化石が発見されており、大部分が草で少量の木の葉が含まれている点はケナガマンモスの食性と類似しているが、コロンビアマンモスの場合はサボテンも通常的に餌としていたことがケナガマンモスとの明確な違いであった。なお、北米大陸ではステゴマストドンなどのより古い時代に渡来していた長鼻目が、再度のベーリング地峡の形成によってユーラシア大陸から渡ってきたマンモス属の到来後に絶滅している。時代や生息環境の変容と共により高い適応性を見せたマンモス属が反映し、象牙や歯の構造などからマンモス属と異なるニッチに適応したマストドンは以降も北米大陸で生存し続けた。なお、北米大陸でニッチを失ったステゴマストドンとゴンフォテリウムの近縁種であるキュビエロニウス属は南米大陸に渡っており、この新たな生息地で人類の到来まで繁栄していた。

### 社会性

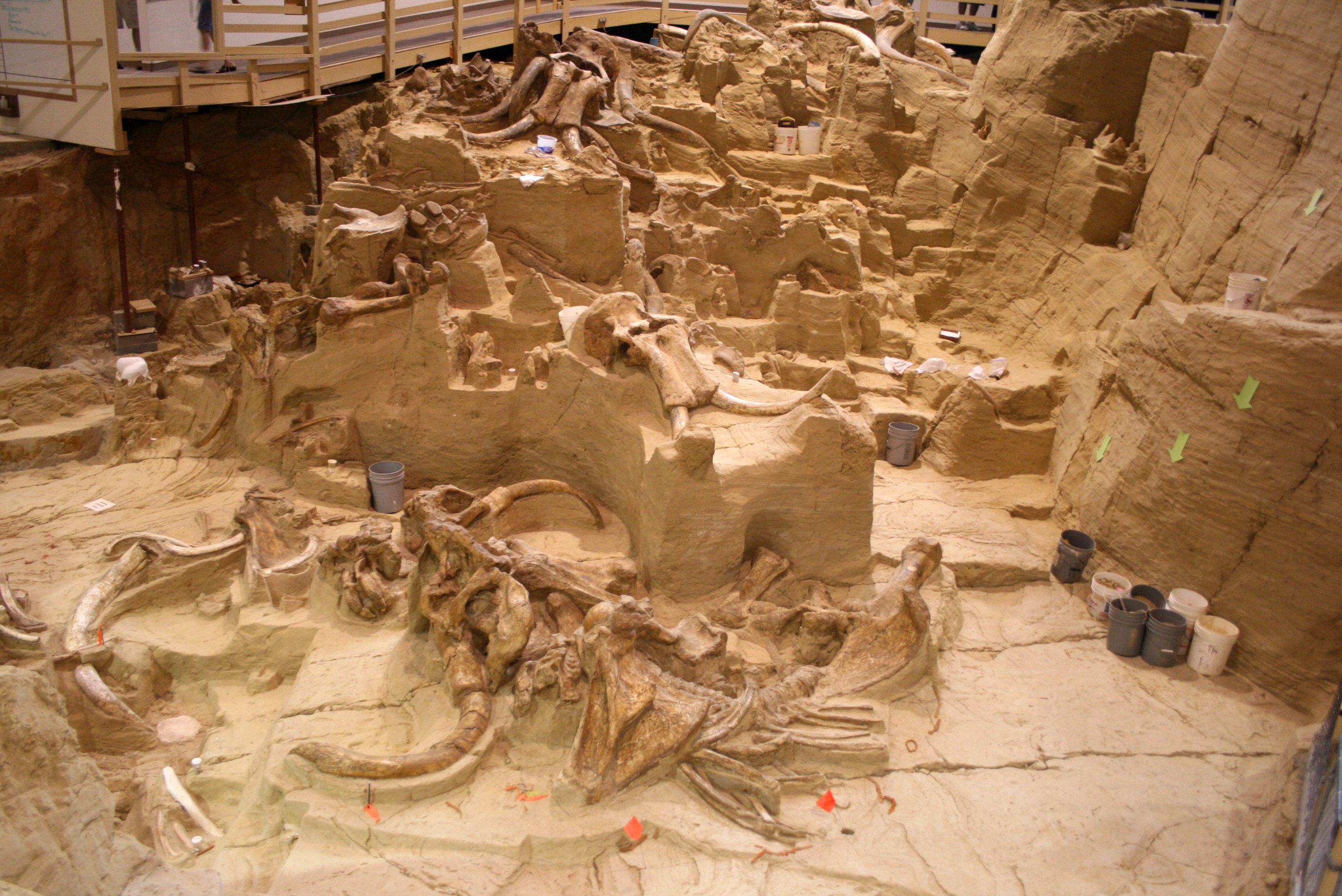
サウス・ダコタ州のホットスプリングスの「マンモス・サイト」にて発掘中の群れの化石。

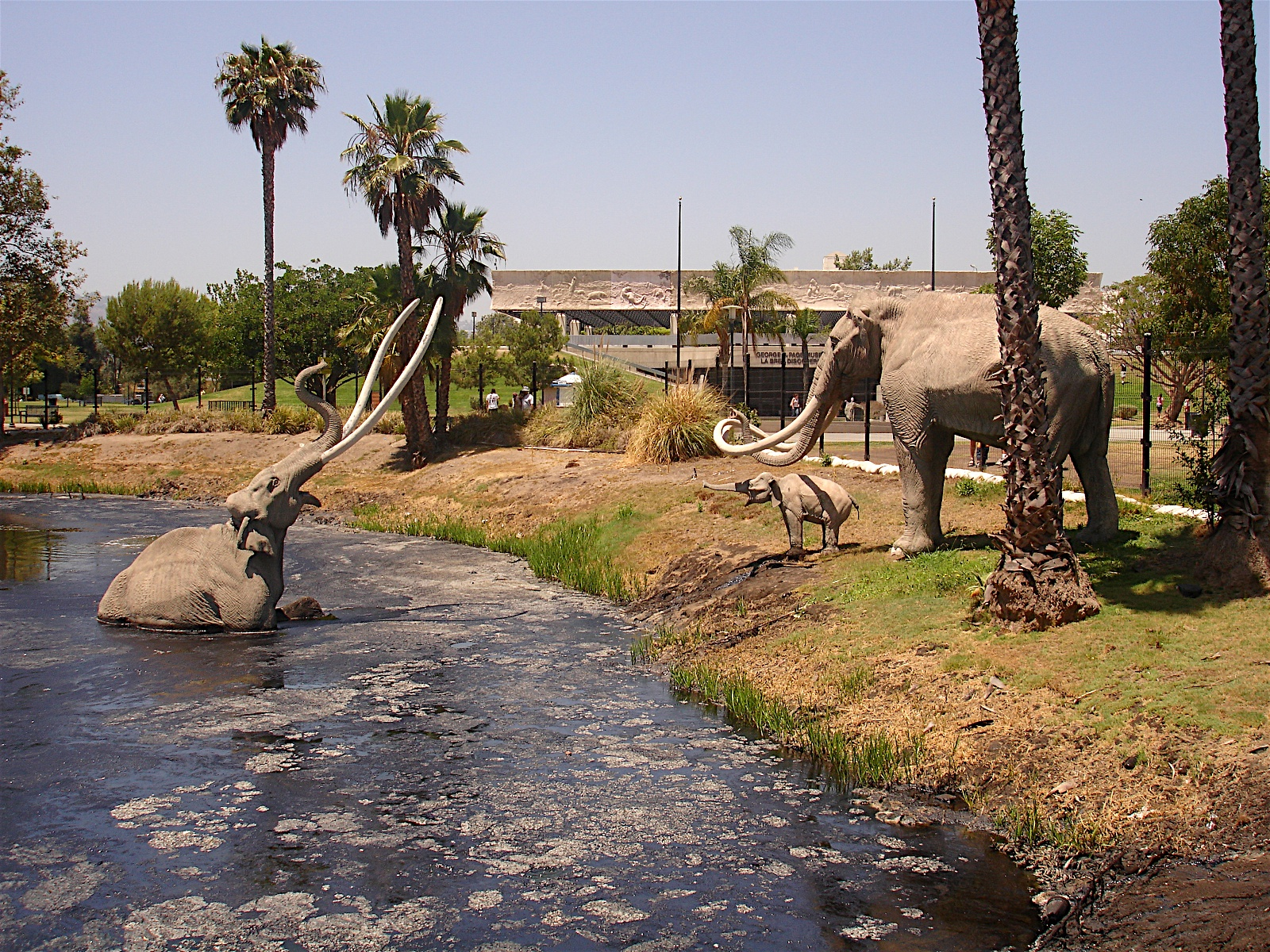
ラ・ブレア・タールピットで生き埋めになる個体と助けようとする家族の場面を描いた彫像。

いわゆる「象の墓場」にも類似した、大量の化石が同一の場所から発見される事例も存在しており、たとえばコロラド州・ウェルド郡の「デント・サイト」やテキサス州・ウェーコにあるナショナル・モニュメントの「ウェーコ・マンモス国定公園」が知られる。これらの発見例ではメスと子供のみで構成された群れが確認されており、後者（ウェーコ）では産出した22個体分の化石群の中の15頭は何らかの原因で一斉に死亡したメスと子供たちであった。死因に関しては、以前は鉄砲水で群れが全滅したと考えられていたが、2016年の調査において、メスと子供の化石の配置などの状況から、実際にはこの群れは旱魃に見舞われて水場の付近にたどり着いたものの力尽きていたことが示唆された。
これらの状況証拠から、コロンビアマンモスも現生のゾウと同様に社会性とくにメスが主導する母系制を有していた可能性があり、子供を守るために大人または未成熟のメスが円形の防御陣形を作っていたことも示唆された。また、成熟したオスが複数のメスを率いる構成の群れも同地から産出している。これらの他にも、アリゾナ州のマレー・スプリングスの遺跡の付近で発見された足跡から、死亡個体の遺骸または瀕死の個体に別の個体が接近するという行動パターンが推測されており、現生のゾウに見られる死亡した身内を家族や群れのメンバーが数日間に渡って取り囲んで守ろうとする行動との類似性が見られる。
詳細は判明していないが、群れの規模や生息密度は現生のゾウと同様に、季節、または群れや個体ごとの生活サイクルに左右されていたと思われる。現生のゾウは複数の群れが一時的により大規模なグループを形成する場合が存在しており、時には数千頭もの集団が発生することも確認されている。また、マンモス属においては森林を好む種類よりも開けた環境を重点的に利用する種類の方がより大規模な群れを作る可能性が高いこともあり、コロンビアマンモスも現生のゾウよりも頻繁に大きなグループを作っていた可能性がある。

## 絶滅

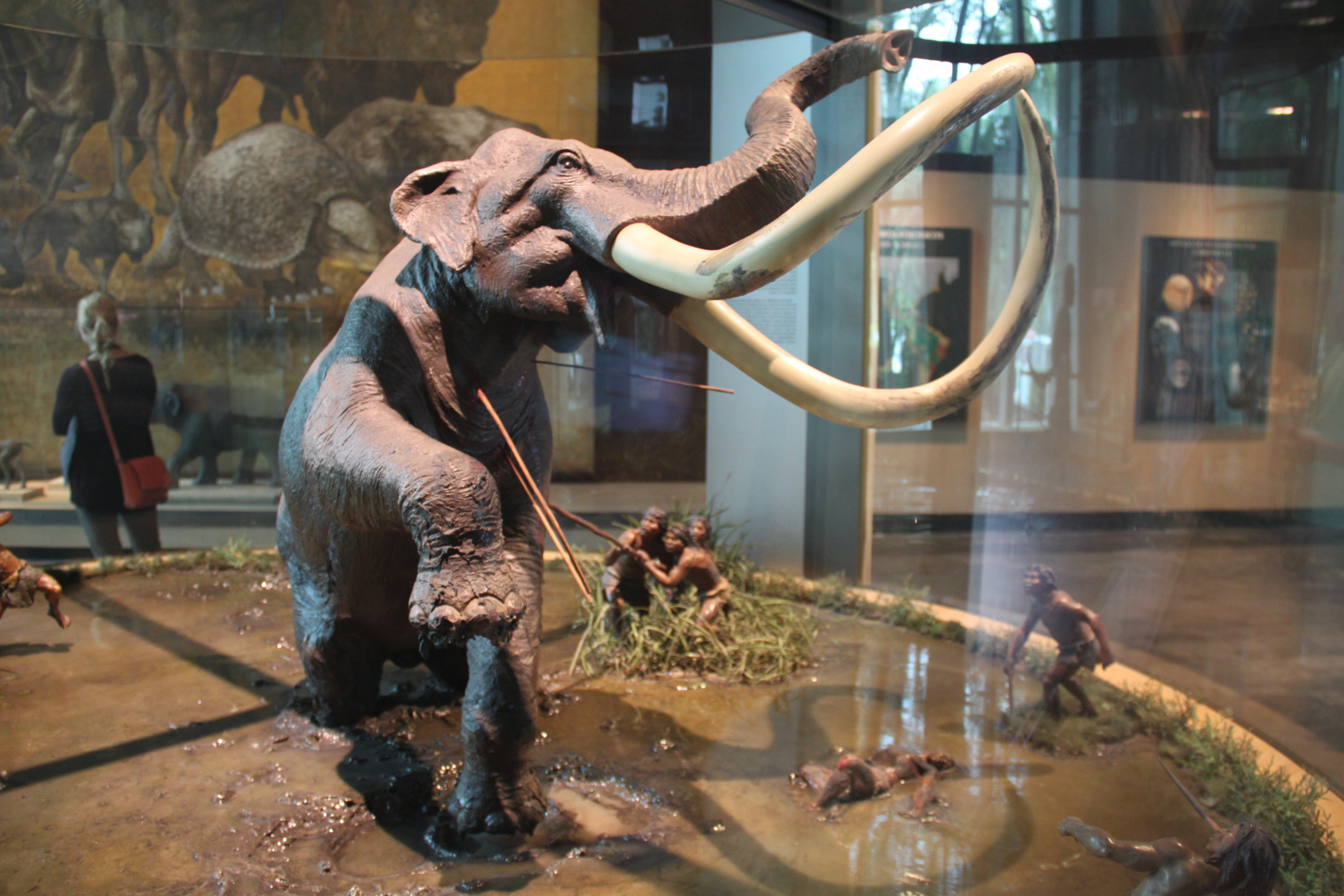
当時のメキシコでコロンビアマンモスを狩るパレオ・インディアンの想像模型。

本種は（中期完新世まで生存していたステップバイソンやウマ科などを除くと）第四紀の大量絶滅で消え去った北米大陸のメガファウナにおいても最後まで生き残っていた種の一つであった。最終的な絶滅を迎えた時期は、一般的には約12,500年 - 1万1千年前とされているが、複数の標本の年代が約9000年前またはその前後と仮定されており、テネシー州の州都であるナッシュビルの近郊で産出した化石は約7800年前のものと見られている。
種が絶滅するまでの数千年間、コロンビアマンモスはパレオ・インディアンによって狩猟の対象とされ、クローヴィス文化の遺跡からはマンモスの骨やそれを加工した道具・装飾品が発見されている。コロンビアマンモスは後期更新世の末期や完新世にかけて絶滅したと考えられており、主な原因は気候変動、人間による狩猟、生息地の喪失、人間と共に伝来した家畜に由来する伝染病、またはこれらの要因の相乗効果の結果と見なされている。最後の生き残りは、人類から比較的に守られていた標高の高い高地や山脈を主な生息地としていた可能性がある。
なお、定向進化説においては、本種の象牙が「ジャイアントバイソンの体と角の大きさ」や「ギガンテウスオオツノジカの角」など
と同様に過剰・過負荷気味になったことが絶滅を誘発させたという意見も存在する。

## 関連画像

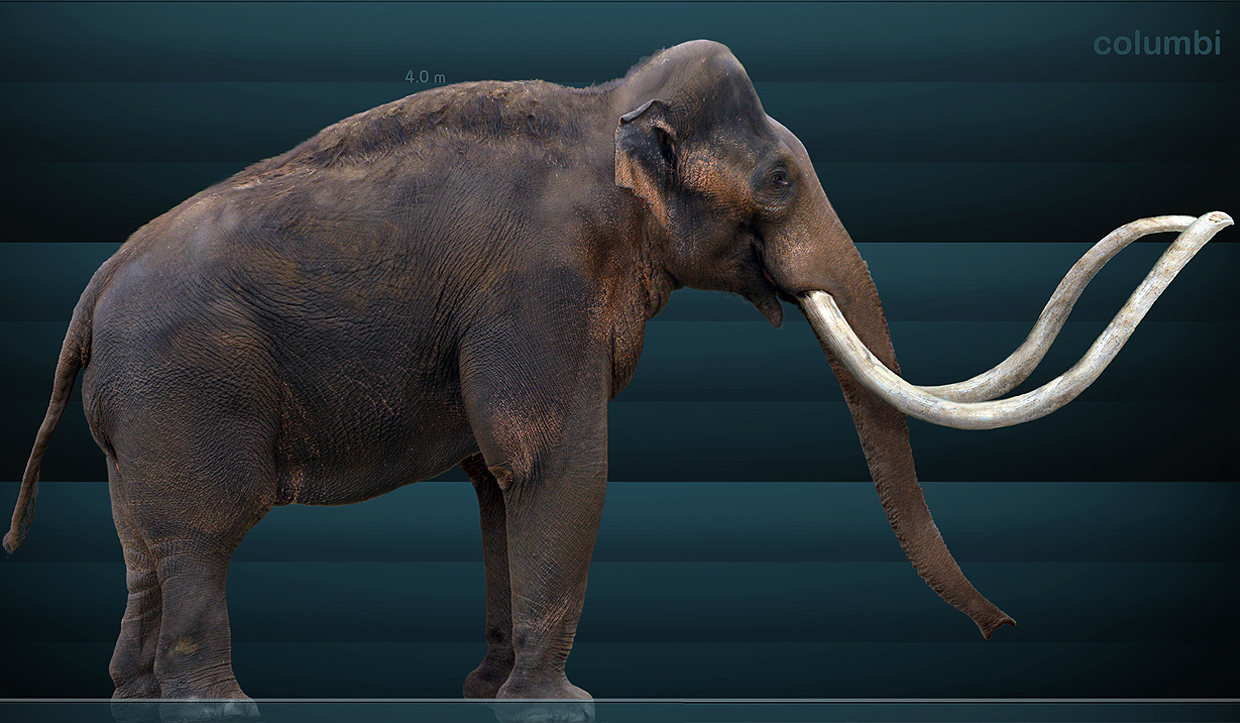
生体の復元想像図。
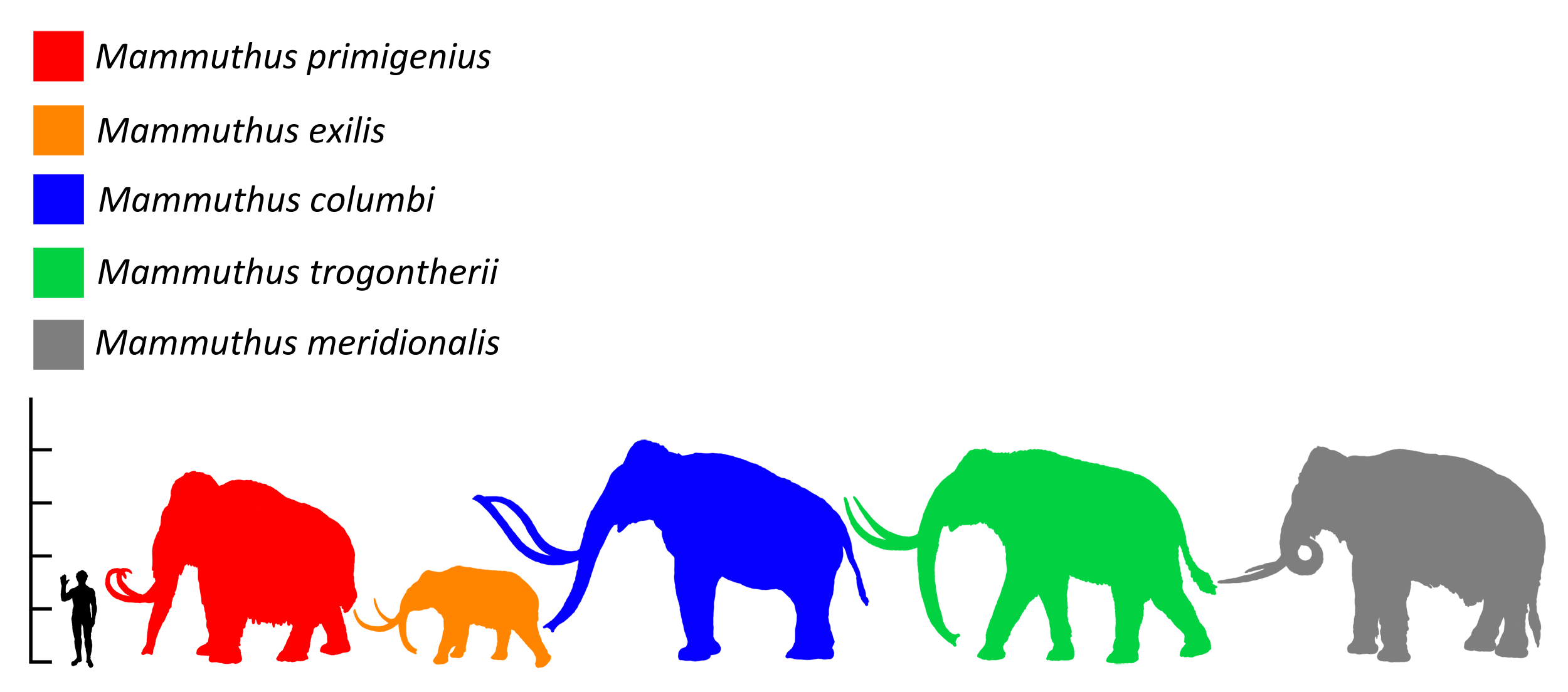
メリジオナリスゾウ、トロゴンテリーゾウ、ケナガマンモス、コロンビアマンモス、ピグミーマンモス（英語版）と人間の大きさの比較。
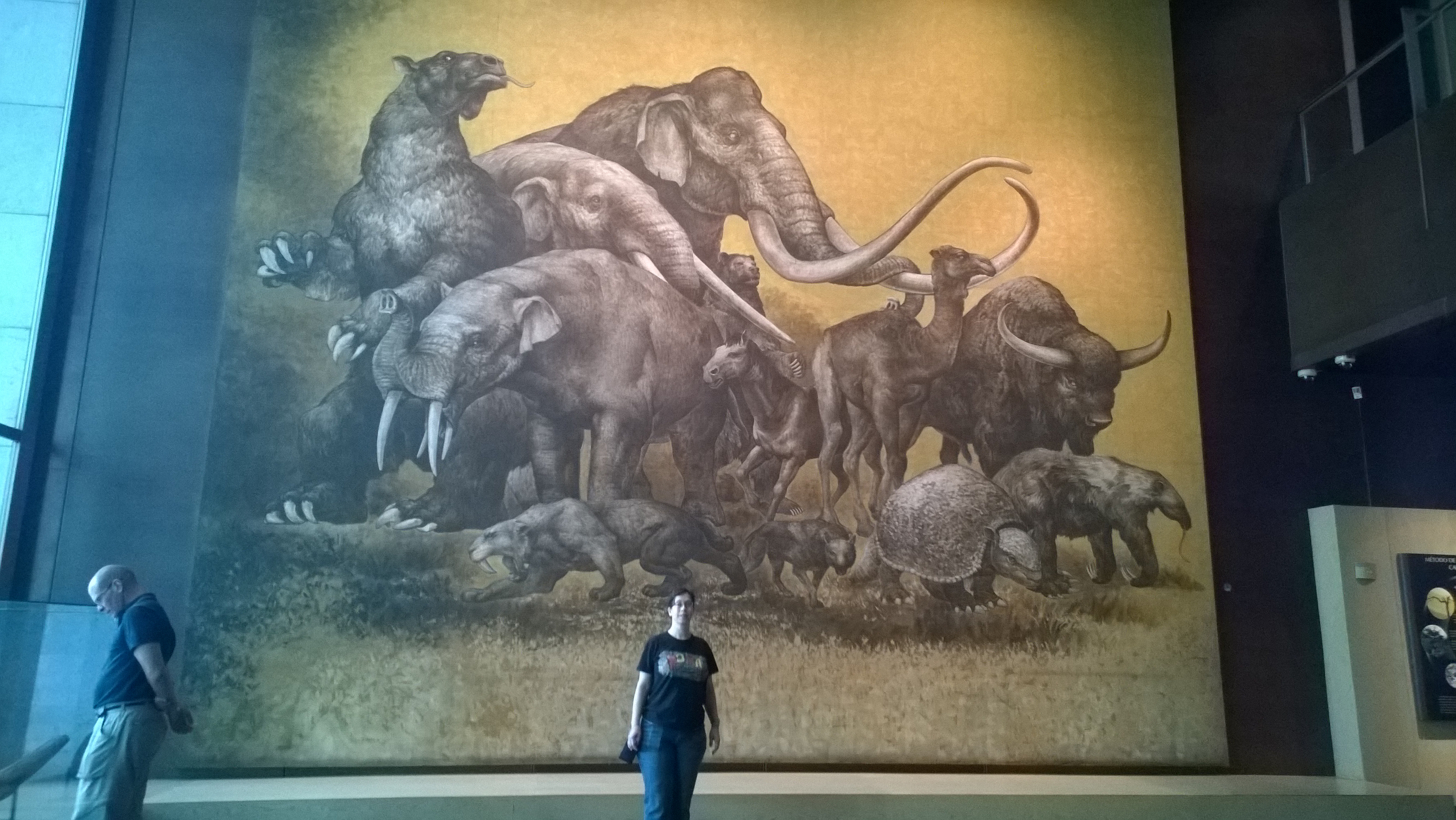
後期更新世のメキシコに分布していたコロンビアマンモスやマストドンやゴンフォテリウム科（英語版）を含むメガファウナの一例。
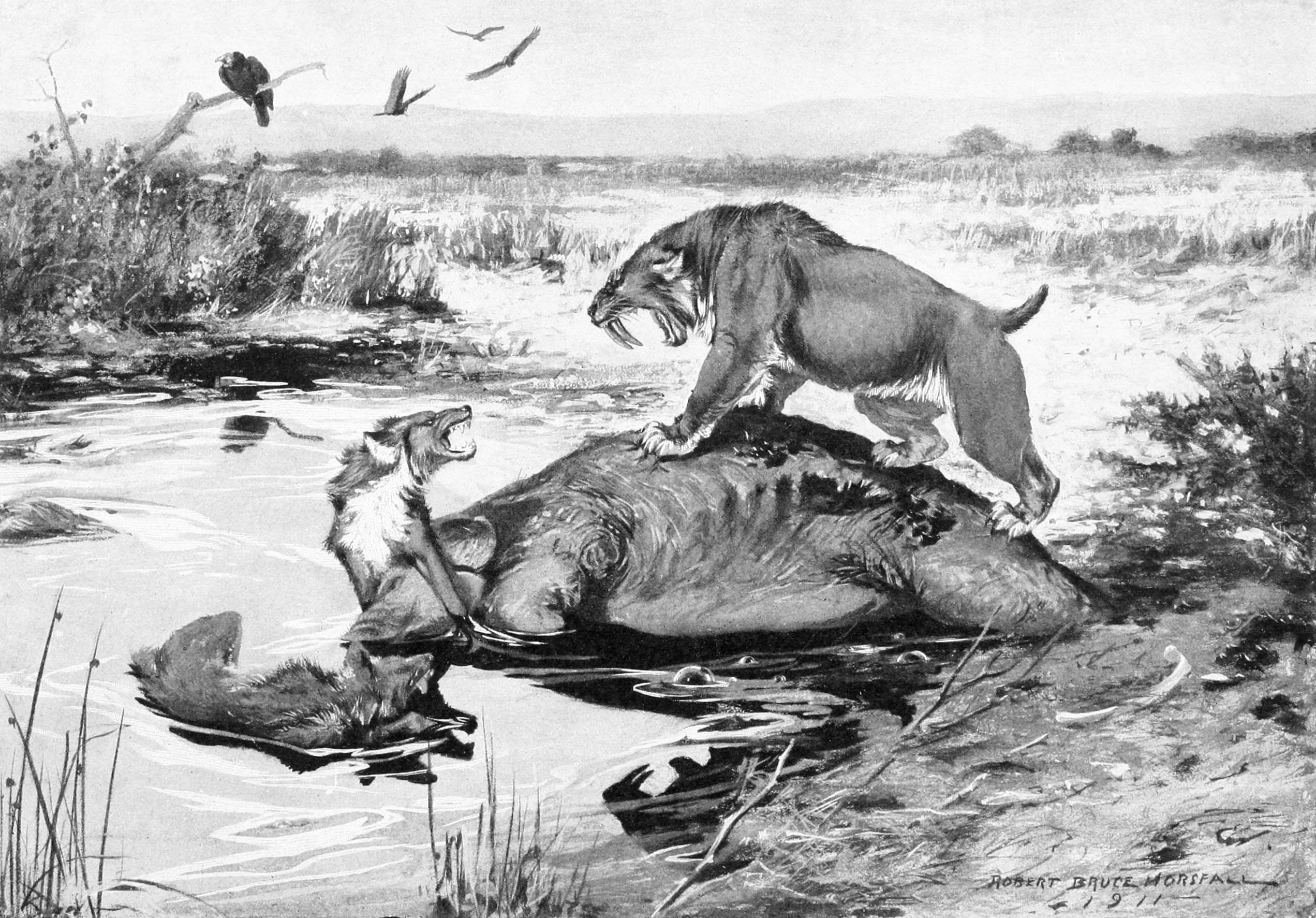
ラ・ブレア・タールピットでコロンビアマンモスの死骸を巡ってプレデター・トラップ（英語版）に嵌って死亡することになるスミロドンとダイアウルフの想像図。